# Jussjön
Jussjön är en sjö i Örnsköldsviks kommun i Ångermanland och ingår i Nätraåns huvudavrinningsområde. Sjön har en area på 0,0748 kvadratkilometer och ligger 244,3 meter över havet. Sjön avvattnas av vattendraget Rocksjöån.

## Delavrinningsområde
Jussjön ingår i det delavrinningsområde (703114-158502) som SMHI kallar för Mynnar i Lill-Aspsjön. Medelhöjden är 297 meter över havet och ytan är 5,44 kvadratkilometer. Räknas de 6 avrinningsområdena uppströms in blir den ackumulerade arean 37,7 kvadratkilometer. Rocksjöån som avvattnar avrinningsområdet har biflödesordning 2, vilket innebär att vattnet flödar genom totalt 2 vattendrag innan det når havet efter 84 kilometer. Avrinningsområdet består mestadels av skog (82 procent). Avrinningsområdet har 0,08 kvadratkilometer vattenytor vilket ger det en sjöprocent på 1,4 procent.